# 1300-е годы
1300-е (ты́сяча трёхсо́тые) го́ды по юлианскому календарю — промежуток времени с 1 января 1300 года по 31 декабря 1309 года, включающий 1300 год 10-го десятилетия XIII века  и с 1301 по 1309 годы    1-го десятилетия XIV века 2-го тысячелетия.  Они закончились 716 лет назад.

## Важнейшие события
- Генеральные штаты во Франции (1302—1789). Сословная монархия (1302—1614).
- Фламандское восстание (1302). Изгнание французов.
- Первая война за независимость Шотландии (1296—1328). Роберт Брюс коронован как король Шотландии (1306).
- 1307 — Арест и заключение в тюрьмы всех рыцарей Ордена тамплиеров на территории Франции по приказу Филиппа IV.
- Авиньонское пленение пап (1309—1378).

## Культура
- Херефордская карта (ок. 1300).
- В Китае построено старейшее учебное заведение Гоцзыцзянь (1306).
- В течение десятилетия (1300/1301—1310/1311) в государстве Хулагуидов под руководством Рашид ад-Дина Хамадани создаётся труд Джами ат-таварих («Сборник летописей»), называемый также «Всемирной историей».